# Весёлое (Волынская область)

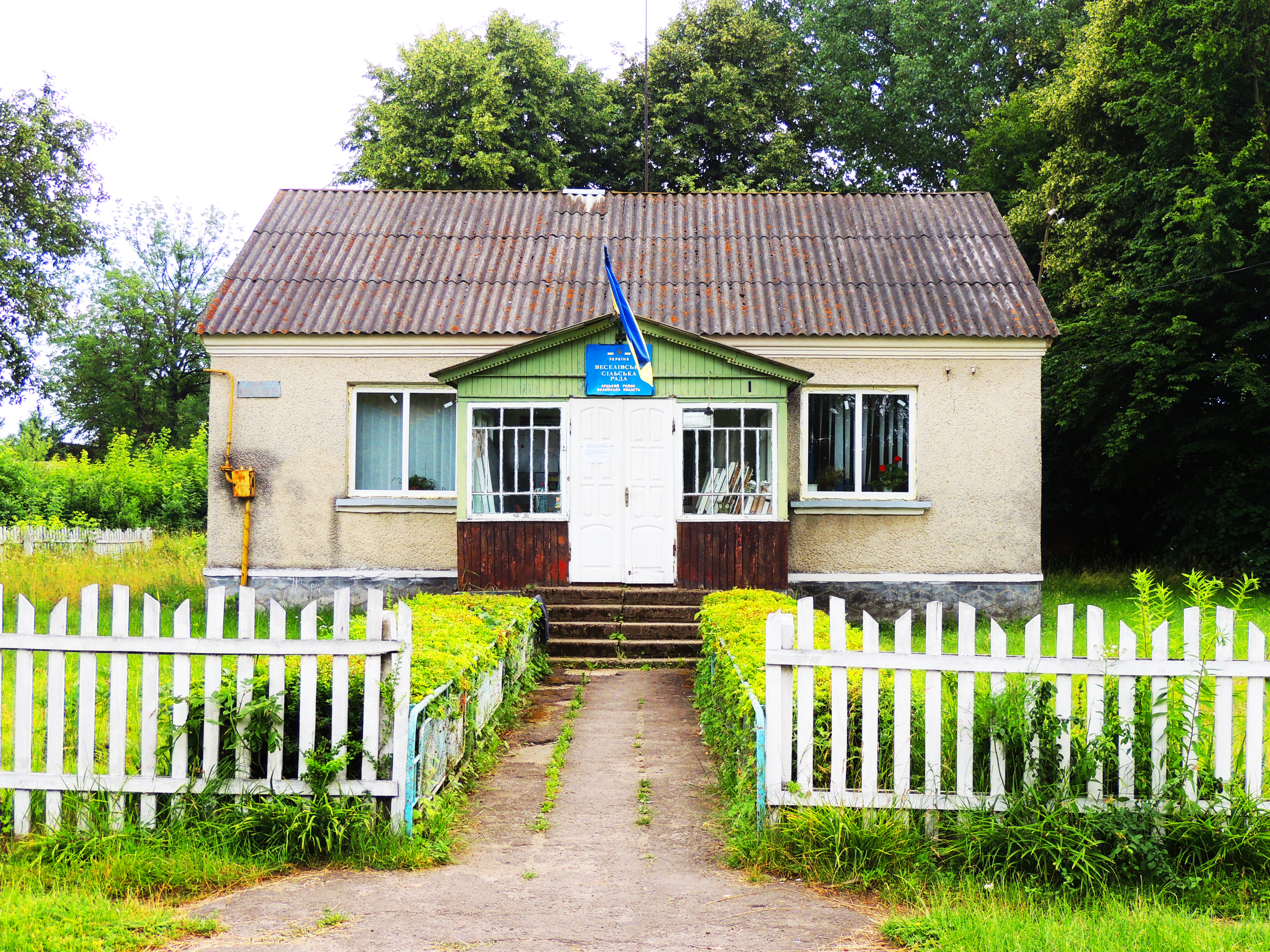
Сельский совет

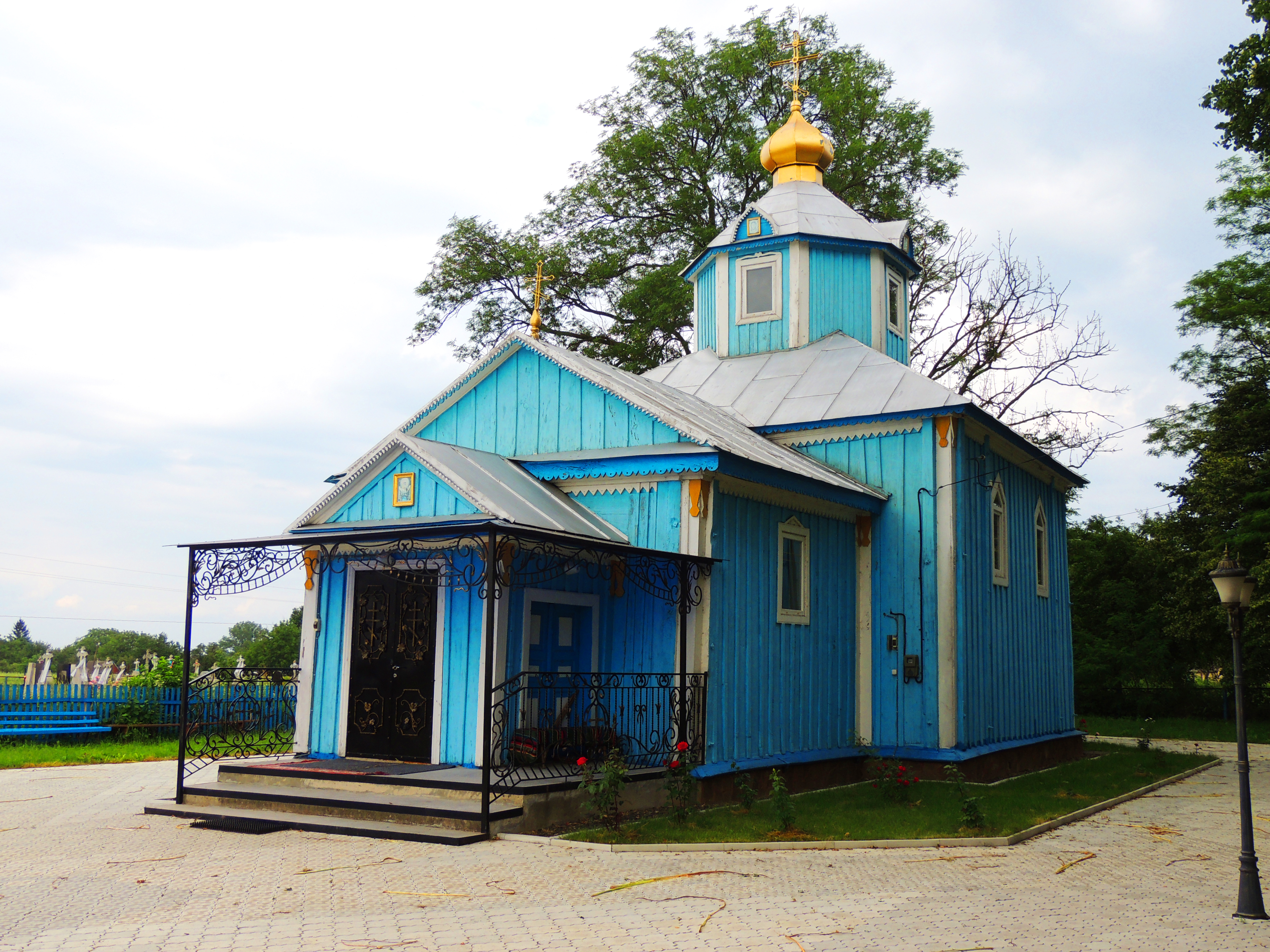
Церковь в селе

Весёлое (укр. Веселе) — село в Торчинской поселковой общине Луцкого района Волынской области Украины.
Код КОАТУУ — 0722881201. Население по переписи 2001 года составляет 673 человека. Почтовый индекс — 45611. Телефонный код — 332. Занимает площадь 3,006 км².